# Boeing X-20 Dyna-Soar
O X-20 Dyna-Soar ("Dynamic Soarer") foi um programa da Força Aérea dos Estados Unidos (USAF) para desenvolver um avião espacial que poderia levar a cabo uma série de missões militares, incluindo reconhecimento, bombardeio, resgate espacial, manutenção de satélite e sabotagem de satélites inimigos. O programa começou no dia 24 de outubro de 1957 e terminou em 10 de dezembro de 1963, custou 410 milhões de dólares e foi cancelado logo após ter sido iniciado a sua construção.

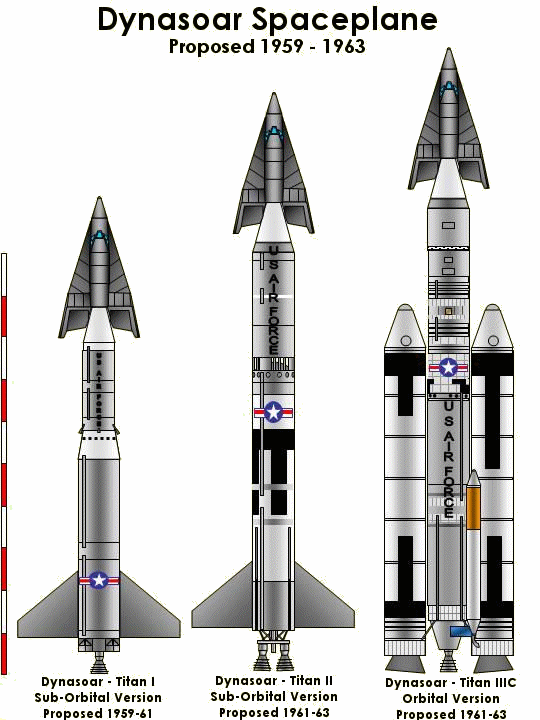
As diferentes configurações propostas sobre diferentes foguetes para lançar o X-20.